# ريكس كروفورد
ريكس كروفورد (بالإنجليزية: Rex Crawford)‏ هو سياسي كندي، ولد في 25 فبراير 1932. حزبياً، نشط في الحزب الليبرالي الكندي. وقد انتخب عضو مجلس العموم الكندي.